# Movistar Team
A Movistar Team no Tour La Provence de 2019

 REY (1980-1989)
BAN (1990-2003)
IBB (2004)
IBC (2005)
CEI (2006)
GCE (2007-2010)
MOV (2011-presente)
A Movistar Team (código UCI: MOV) é um equipa ciclista espanhola de categoria UCI World Team. Participa do UCI World Tour e em algumas carreiras do Circuito Continental.
Foi fundado em 1980, baixo o patrocínio da empresa de alumínio Reynolds. Em 1989 passou a ser patrocinado pelo banco espanhol Banesto, que deixou de patrocinar a equipa no final de 2003, tomando o relevo o governo das Ilhas Baleares. Em 2005 entrou como copatrocinador o banco francês Caisse d'Epargne, que para a temporada de 2006, ficou como único patrocinador. A partir de 2011, o patrocinador principal passa a ser a companhia telefónica Movistar.

## História da equipa

### Reynolds e Banesto

#### Reynolds (1980-1989)
A equipa profissional nasceu no ano 1980 com o patrocínio da empresa navarra de alumínios INASA (Indústria Navarra do Alumínio, S.A.), que desde 1974 tinha patrocinado uma equipa juvenil e desde 1977 um conjunto aficionado, este baixo a direcção de José Miguel Echavarri, alma mater da esquadra profissional. Seu principal chefe de filas foi Perico Delgado, graças ao qual se conseguiram os maiores sucessos com ascsuas vitórias no Tour de 1988 e a Volta de 1989. Outros dos seus corredores mais destacados, tanto pelas suas vitórias como pela sua trajectória, foram Ángel Arroyo, José Luis Laguía e Julián Gorospe.

#### Banesto (1990-2003)
Em 1989 entrou no patrocínio o Banco Banesto copatrocinando à equipa desde o Tour de France desse ano, que finalmente ficou com toda a equipa em 1990 passando a sede da equipa a Madri. O caminho desta equipa sempre estará unida a Miguel Indurain, com os cinco tours consecutivos que ganhou entre 1991 e 1995 e os dois giros em 1992 e 1993.
Nos anos 1992 e 1993 conseguiu ser a melhor equipa no ranking UCI.
Depois da retirada de Indurain ao finalizar a temporada de 1996, Abraham Olano e o "Chava" Jiménez foram os principais estandartes da equipa, conseguindo como maior sucesso a Volta de 1998, na que foram 1º e 3º respectivamente.

### Illes Balears (2004-2005)
A equipa foi criada para a temporada de 2004 pela sociedade Abarca Sports, SL, propriedade de José Miguel Echavarri e Eusebio Unzué, sendo o patrocinador principal o Governo das Ilhas Baleares com apoios da Banesto durante maior parte da temporada e Banco Santander durante o Tour de France de 2004. Dada conta de dito patrocínio principal a equipa se fez com os contratos de diversos ciclistas naturais das Ilhas, como Joan Horrach, Antonio Tauler ou Antonio Colom.
Em 2005 entrou como copatrocinador a empresa francesa Caisse d'Epargne, que a partir do ano 2006 adquire uma maior importância e em 2007 fica como único patrocinador da equipa depois da renúncia do Governo das Ilhas Baleares.

### Caisse d'Epargne

#### 2006
No ano 2006 concluiu em 2ª posição a classificação por equipas do UCI Pro Tour com 350 pontos, depois da esquadra dinamarquesa Team CSC. Seu corredor melhor colocado foi Alejandro Valverde que ganhou o Maillot Blanco com um total de 285 pontos sacando 72 pontos ao 2º classificado.
Ademais conseguiu um total de 25 vitórias, destacando a classificação geral do Tour de France de Óscar Pereiro e as vitórias na Volta a Espanha de Alejandro Valverde, e no Giro d'Italia de Joan Horrach. Ademais, as vitórias Pro Tour de Alejandro Valverde com uma etapa na Volta ao País Basco e outra no Volta à Romandia, junto às clássicas Flecha Valona e Liège-Bastogne-Liège, e a vitória de Joaquim Rodríguez na Paris-Nice. Ademais, destacam as vitórias de José Iván Gutiérrez no Tour do Mediterrâneo, a Volta a Burgos e a geral da Volta a Múrcia, e a etapa de Isaac Gálvez nos Quatro Dias de Dunquerque. E o campeonato nacional da França em estrada de Florent Brard.

#### 2007

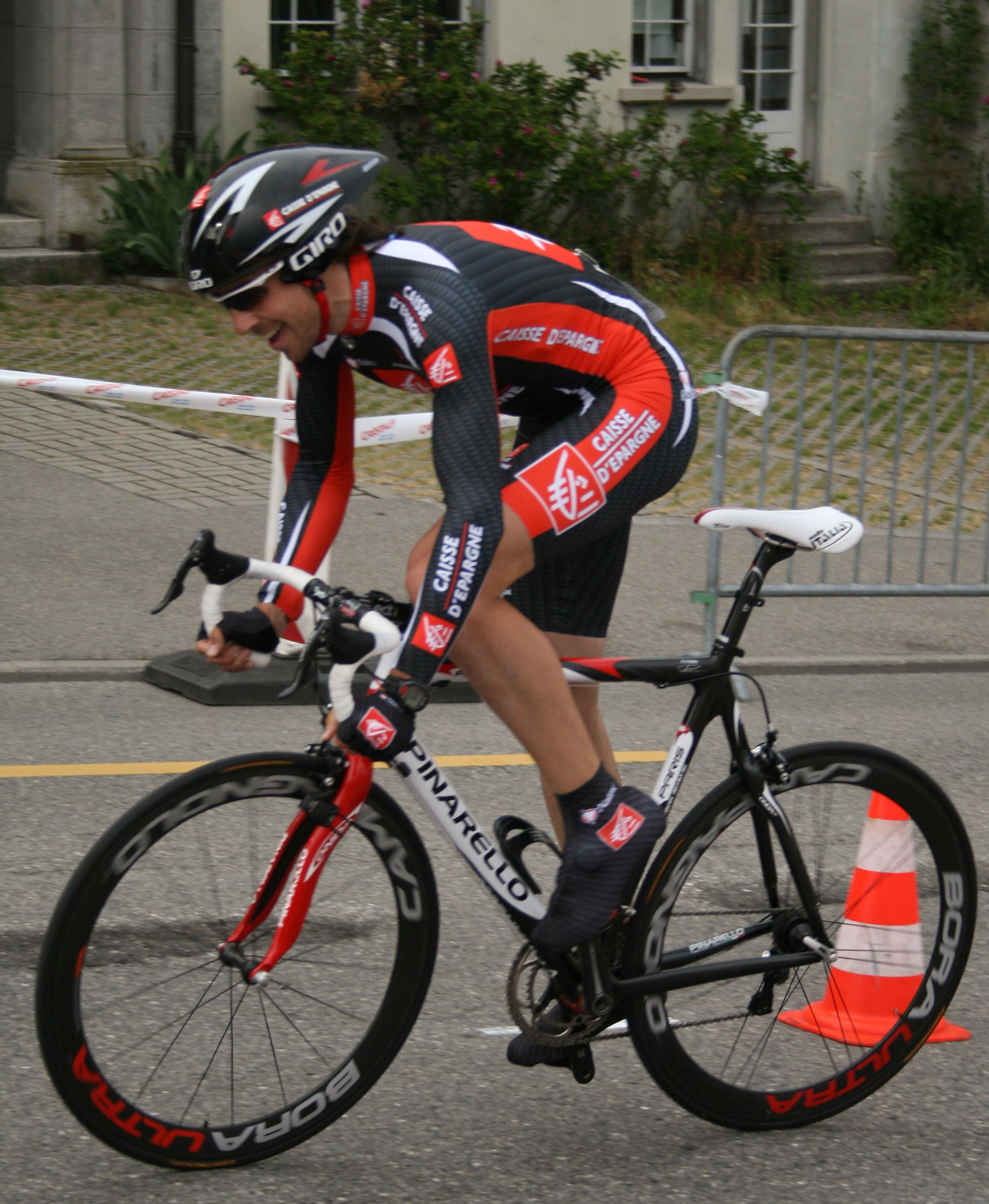
Xabier Zandio, com as cores da equipa quando este se denominava Caisse d'Epargne

No ano 2007 concluiu em 3ª posição a classificação por equipas do UCI Pro Tour com 337 pontos. Seu corredor melhor colocado foi Alejandro Valverde que concluiu 4º com 190 pontos.
Ademais conseguiu um total de 29 vitórias, destacando a vitória de etapa na Volta a Espanha de Vladimir Efimkin. Ademais, as vitórias Pro Tour, uma etapa de Luis León Sánchez na Paris-Nice, as classificações gerais de Vladímir Karpets na Volta à Catalunha e a Volta à Suíça, a vitória de David López na Volta à Alemanha e a etapa de Pablo Lastras e a classificação geral de José Iván Gutiérrez no Tour do Benelux. Ademais, destacam as vitórias de etapas e classificações gerais na maioria das voltas disputadas na Espanha, como a Volta a Múrcia, a Volta à La Rioja ou a Euskal Bizikleta. E ademais os campeonatos nacionais da Espanha de contrarrelógio de José Iván Gutiérrez e de estrada de Joaquim Rodríguez.

#### 2008
Na temporada 2008 venceu na classificação por equipas do UCI Pro Tour com 229 pontos. Seu corredor melhor colocado foi Alejandro Valverde que também se adjudicou a vitória com 123 pontos.
Ademais conseguiu um total de 26 vitórias, destacando as vitórias de etapa no Tour de France de Alejandro Valverde e Luis León Sánchez, e as vitórias de etapa na Volta a Espanha de Alejandro Valverde, Imanol Erviti e David Arroyo. Ademais, as vitórias Pro Tour, 2 etapas e a Classificação Geral da Dauphiné Libéré de Alejandro Valverde, a vitória de etapa e da Classificação Geral no Tour do Benelux de José Iván Gutiérrez, e a vitória na Clássica de São Sebastião de Alejandro Valverde. Ademais, destacam a vitória na Liège-Bastogne-Liège de Alejandro Valverde, a vitória de etapa de Luis León Sánchez na Paris-Nice e a de Joaquim Rodríguez na Tirreno-Adriático. Ademais estão as vitórias de etapas e classificações gerais na maioria das voltas disputadas em Espanha, como a Classificação Geral da Volta a Andaluzia de Pablo Lastras, da Volta a Múrcia de Alejandro Valverde, ou da Volta a Burgos de Xabier Zandio. E ademais os campeonatos nacionais da Espanha de contrarrelógio de Luis León Sánchez e de estrada de Alejandro Valverde.

#### 2009
Joaquim Rodríguez decidiu não renovar e alinhou pela Katusha.
Onze anos após o triunfo de Olano, a equipa consegue de novo a vitória final na Volta a Espanha da mão de Alejandro Valverde e conclui a temporada como segunda melhor esquadra do pelotão mundial.
Ademais, conseguem-se 24 vitórias ao todo, com triunfos finais em rodadas por etapas da talha de Dauphiné Libéré, Paris-Nice e Volta à Catalunha.

#### 2010

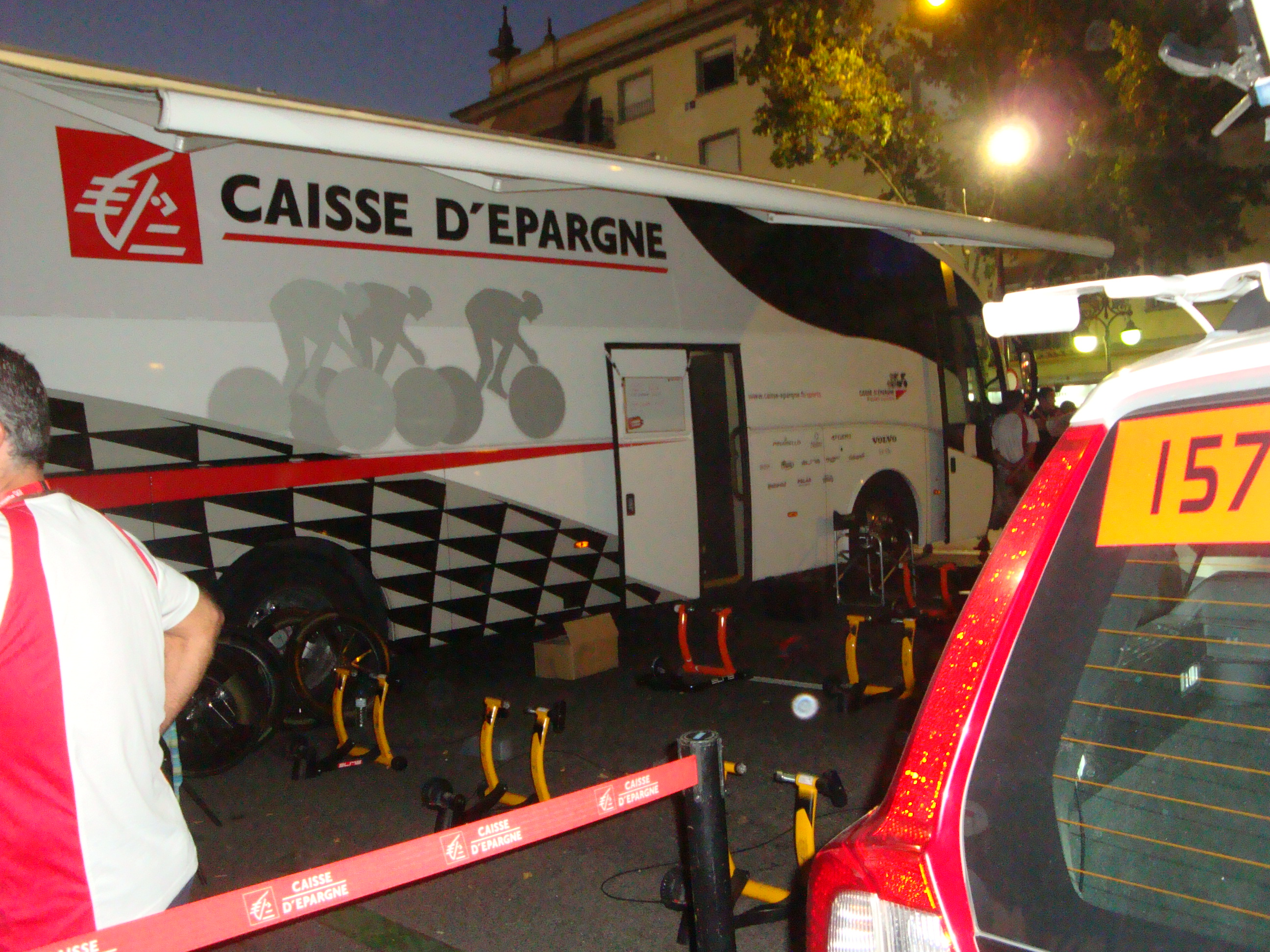
Autocarro da equipa na Volta a Espanha de 2010

Em janeiro, a empresa Caisse d'Epargne anunciou que não renovaria o seu patrocínio da equipa (que expirava a final de temporada), pelo que os responsáveis pela esquadra deviam encontrar um novo para garantir a continuidade da formação no pelotão para as seguintes temporadas.
A temporada esteve assim mesmo marcada pela sentença do TAS sobre o Caso Valverde, que ordenou uma sanção de dois anos a Alejandro Valverde ao se considerar provada o seu envolvimento como cliente da rede de dopagem liderada por Eufemiano Fuentes descoberta na Operação Puerto, no que supunha um desvio à investigação do CONI. Valverde foi ademais desclassificado de todas as carreiras nas que tinha participado desde 1 de janeiro desse ano, sendo por tanto anulados os seus postos de honra e vitórias, que foram reassociados pela UCI.
David Arroyo foi segundo no Giro d'Italia, subindo assim ao segundo posto do pódio final do anfiteatro de Verona junto a Ivan Basso e Vincenzo Nibali, primeiro e terceiro respectivamente e ambos do Liquigas-Doimo. Arroyo teve uma destacada actuação e liderou durante cinco dias a classificação geral, portando assim a maglia rosa até que foi superado por Basso na antepenúltima etapa (última jornada de montanha), com meta em Aprica.
A equipa não conseguiu fazer com uma vitória de etapa no Tour de France, apesar das diversas tentativas protagonizadas por homens como Luis León Sánchez ou Christophe Moreau. A esquadra terminou segunda na classificação por equipas (a 9'15" do ganhador, a RadioShack) que chegou a liderar durante vários dias, enquanto na geral individual não pôde meter a nenhum corredor entre os dez primeiros e Moreau finalizou segundo na classificação da montanha por trás de seu compatriota Anthony Charteau.
Uma semana após a ronda gala, Luis León Sánchez ganhou a Clássica de São Sebastião.
Luis León Sánchez, que acabava o contrato, anunciou o seu contrato pela Rabobank.
David López García ganhou a nona etapa da Volta a Espanha deste ano.

### Movistar Team

#### 2011

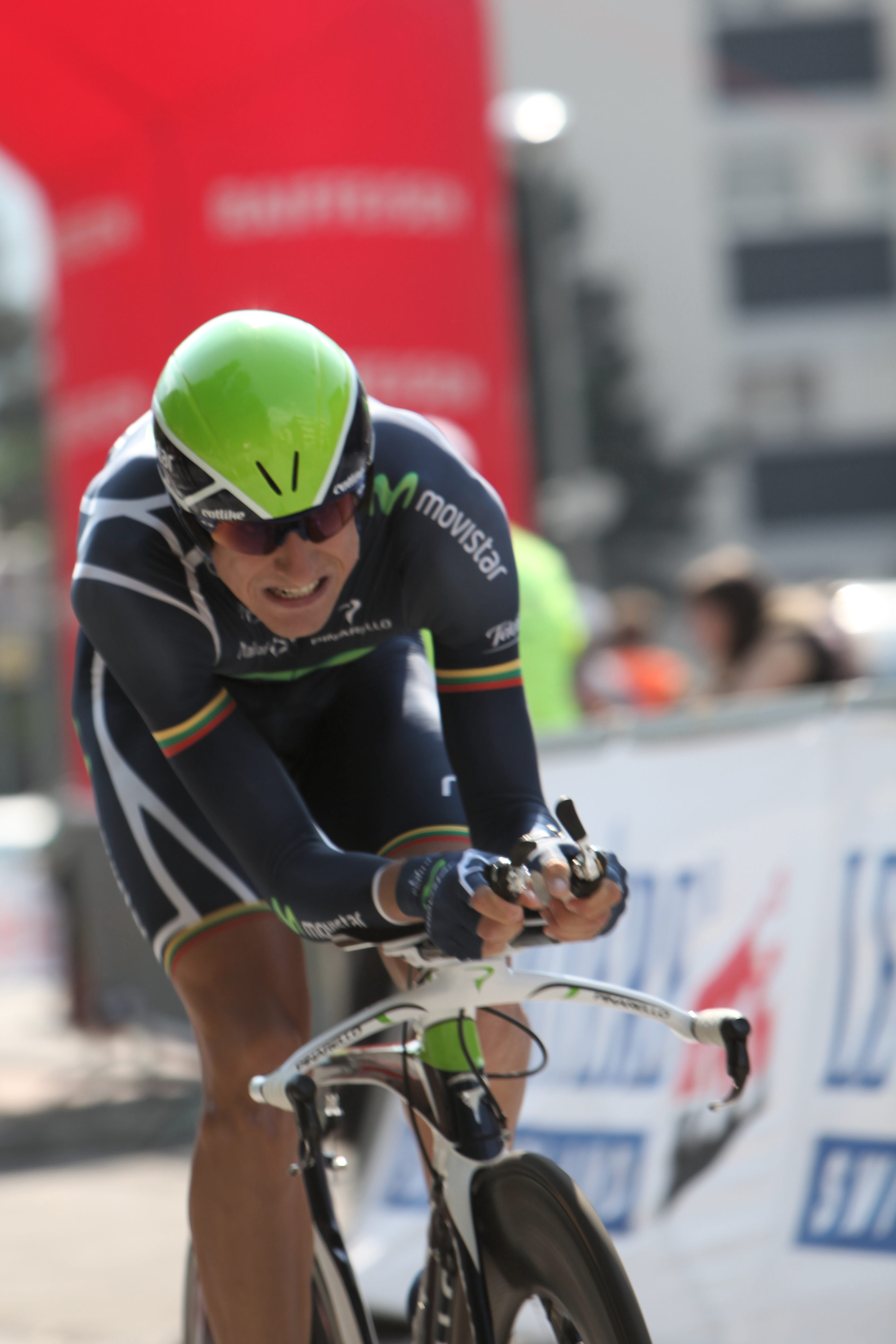
Ignatas Konovalovas com as cores da equipa.

Em 2011 a equipa passou a chamar-se Movistar Team com razão do patrocínio de Movistar.
Na equipa seguiram José Joaquín Rojas, José Iván Gutiérrez, Andrey Amador, David Arroyo, Marzio Bruseghin, Imanol Erviti, Rui Costa, Chente García Acosta, Vasil Kiryienka, Pablo Lastras, David López, Ángel Madrazo, Luis Pasamontes, Rubén Plaza e Mauricio Soler. Fizeram parte da equipa, novos corredores como Beñat Intxausti, Xavier Tondo (falecido nesse mesmo ano num acidente doméstico), o chileno Carlos Oyarzun, Ignatas Konovalovas, Branislau Samoilau, Francisco Ventoso, Jesús Herrada e Sergio Pardilla
Alejandro Valverde cumpre a sanção por dois anos que lhe impôs a UCI por dopagem, mas segue nos planos da equipa. Foram baixa Xabier Zandio e o colombiano Rigoberto Urán (Sky), Juan José Cobo (Geox-TMC), Arnaud Coyot (Saur Sojasun), Mathieu Drujon (BigMat), Arnold Jeannesson (FDJ), Alberto Losada (Katusha), Christophe Moreau (retirado), Mathieu Perget (AG2R) e Luis León Sánchez (Rabobank).
A 16 de dezembro de 2010 apresentou-se o maillot de 2011.
Xavier Tondo faleceu num acidente doméstico o 23 de maio de 2011.
Vasil Kiryienka fez-se com a vigésima etapa do Giro d'Italia.
José Joaquín Rojas conquistou o Campeonato da Espanha de ciclismo em Estrada. Ademais também conseguiu a segundo posição no maillot verde do Tour de France de 2011, onde Rui Costa conseguiu uma etapa.
Pablo Lastras conseguiu a vitória na 3ª etapa da Volta Ciclista a Espanha, com chegada na localidade de Totana (Múrcia), conseguindo o maillot vermelho de líder da geral, bem como o cinza da combinada e o cinza/azul da montanha, portando durante uma jornada.
Anuncia-se o contrato de Alejandro Valverde que volta à competição após a sua sanção por dopagem de 2 anos.

#### 2012
A temporada de 2012 viu como a equipa se restabelecia como um dos principais contendentes da classificação geral. Se contratam grandes corredores como o rodador italiano Giovanni Visconti, os vascães Beñat Intxausti e Jonathan Castroviejo e o jovem Nairo Quintana, além do regresso de Valverde.
O regresso de Valverde quase imediatamente trouxe o sucesso da equipa com uma vitória de etapa no Tour Down Under, seguido pela vitória na geral da Volta a Andaluzia, bem como uma vitória de etapa. O novo recruta colombiano Nairo Quintana também trouxe a vitória da equipa na geral na Volta a Múrcia.
A equipa anotou várias vitórias gerais de classificação; Quintana afirmou a Route du Sud, Rui Costa ganhou a Volta à Suíça, Javier Moreno a Volta a Castela e Leão e finalmente Beñat Intxausti ganhou a Volta às Astúrias.
A equipa também ganhou etapas nas três grandes voltas. Conquistou uma de alta montanha com Andrey Amador no Giro d'Italia e outra plana com Francisco Ventoso.
No Tour de France, Alejandro Valverde conquistou a 17.º etapa com final em Peyragudes depois de uma longa fuga. No entanto, não pôde lutar por entrar no pódio (que era o seu objectivo) depois de sofrer uma queda na primeira semana e perder muito tempo.
A Volta a Espanha confirmou que a Movistar era um das equipas mais fortes da temporada. Começaram impondo-se na CRE por equipas de Pamplona, na sua terra. Depois ganharam com Valverde mais duas etapas (as finalizadas em Arrate e Collada de la Gallina), além de levar ao murciano até a 2.º praça na geral, tão só por trás de Alberto Contador. Também se adjudicaram o geral final por equipas.
O murciano fecharia uma estupenda temporada levando-se o bronze no Mundial de Estrada de 2012. A equipa finalizou 5.º na geral por equipas da UCI, mesma posição que ocupou Valverde em individuais.

#### 2013
Se contrata ao jovem contrarrelogista britânico Alex Dowsett e aos ex-corredores da Liquigas-Bianchi Eros Capecchi e Sylvester Szmyd e neste ano causam baixa David Arroyo, Vasil Kirienka, David López, Ignatas Konovalovas e Marzio Bruseghin (que se retira) entre outros.
A temporada de 2013 como nos anos anteriores, Valverde obteve vários resultados positivos ao princípio de temporada com o Troféu Serra de Tramuntana e um triunfo na geral na Volta à Andaluzia, além de conquistar duas etapas.
Quintana reforçou ainda mais o seu potencial como grande escalador com a vitória na geral da Volta ao País Basco, bem como reclamar o segundo lugar no Tour de France, sendo também o rei da montanha e o melhor jovem, depois de realizar uma última semana impecavél. Ademais no Tour, um grande Rui Costa levou-se duas etapas. Quintana reforçou ainda mais a sua reputação como uma força a ter em conta, com uma vitória geral na Volta a Burgos depois de uma exibição na etapa rainha nas Lagoas de Neila.
A equipa também teve uma destacada actuação nas duas restantes grandes voltas, o Giro d'Italia e a Volta a Espanha. No Giro, adjudicaram-se a frioleira de quatro etapas, duas com Giovanni Visconti (uma delas com final em Col du Galibier sob uma intensa nevada), a longa crono individual com Alex Dowsett e uma em media montanha com Beñat Intxausti, que ademais portou a maglia rosa durante um dia.
Na Volta a Espanha, não conseguiram vitórias de etapa, mas Valverde acabou um ano mais 3.º na geral, além de levar-se o maillot verde da classificação da regularidade.
Intxausti conseguiu última vitória na geral da equipa do ano, ganhando o Tour de Pequim (além de levar-se uma etapa) e Costa ganhou o Mundial em Estrada, no que Valverde foi 3.º.
Devido aos grandes resultados, a equipa acabou como o ganhador do UCI World Tour de 2013 (na modalidade de equipas) e Valverde foi terceiro individualmente em dita classificação. Para a temporada de 2014 a equipa confirmou que iam passar de bicicletas Pinarello a Canyon Bikes.

#### 2014

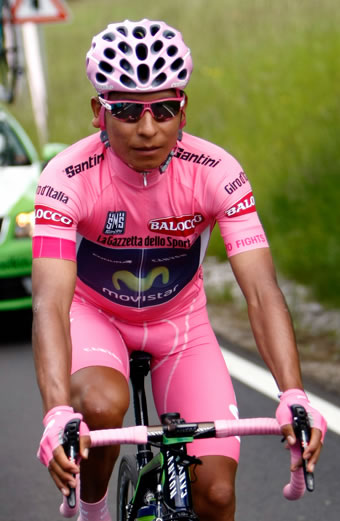
Nairo Quintana na etapa 17 do Giro d'Italia de 2014

A campanha de 2014 converteu-se provavelmente numa das melhores temporadas da equipa na sua longa história. Neste ano se contratou sobretudo a corredores que ficaram livre depois do desaparecimento da Euskaltel-Euskadi como os irmãos Izagirre, Igor Antón ou Juan José Lobato, além do veterano escalador francês John Gadret, do experimentado contrarrelógista italiano Adriano Malori e de Dayer Quintana (irmão menor de Nairo). Despediram-se da equipa Rui Costa, Ángel Madrazo, Juanjo Cobo e Eloy Teruel.
A equipa adoptou um planeamento e uma táctica baseado nas Grandes Voltas; primeiro o envio de Nairo Quintana ao Giro, Alejandro Valverde ao Tour e, finalmente, os dois atletas à Volta.
Quintana consegue a primeira vitória da equipa na etapa 4 do Tour de San Luis, bem como a classificação geral. Adriano Malori também ganhou a etapa contrarrelógio individual. Uma vez mais Valverde ganhou a Volta a Andaluzia (mais 3 etapas), bem como a Volta a Múrcia, Roma Maxima, GP Miguel Indurain e a Flecha Valona durante a temporada da Primavera.
Em maio, Quintana ganhou a primeira Grande Volta da equipa desde o ano 2009 depois da vitória na Volta de Valverde, o Giro d'Italia de 2014. O colombiano ademais, ganhou duas etapas, as montanhosas de Martello e a crono escalada do Crespano do Grappa. Também se adjudicou a maglia bianca como o melhor jovem.
Antes do objectivo do Tour, Valverde impôs-se no Campeonato da Espanha de Contrarrelógio e foi segundo no de estrada depois do também corredor da Movistar Íon Izagirre. Outros campeonatos conquistados foram o Campeonato da Itália de Ciclismo Contrarrelógio com Adriano Malori. No Tour, o murciano não conseguiu o seu objectivo de entrar no pódio, e foi finalmente 4.º depois de uma má última contrarrelógio. Semanas depois ganharia a Clássica de São Sebastião e Gorka Izagirre a Clássica de Ordizia.
Ao igual que na temporada anterior, Quintana defendeu o seu título da Volta a Burgos a ganhando pelo segundo ano consecutivo.
Na Volta a Espanha começou-se ganhando a CRE por equipas de Jerez de la Frontera. Na sexta etapa finalizada em Cumbres Verdes, Valverde ganhou e fez-se com a liderança, que aguentou até à etapa de Aramón Valdelinares quando o cedeu ao seu colega de equipa Nairo Quintana. No entanto na CRI, Quintana sofreu uma queda que lhe obrigou a abandonar e Valverde ficou como único chefe de filas. Na última etapa, uma CRI de 10 km em Santiago de Compostela, Malori adjudicou-se a vitória e Valverde subiu ao pódio, de novo como 3.º.
Para fechar uma temporada de sonho, Valverde voltou a ser terceiro no Campeonato Mundial de Ciclismo em Estrada, disputado em casa, em Ponferrada.
A Movistar voltou a ser um ano mais a melhor equipa da classificação UCI World Tour de 2014, e Valverde o melhor corredor.

#### 2015
Neste ano o objectivo principal seria o Tour de France com Nairo Quintana como chefe de filas localizou-se 2° no pódio final por segundo ano consecutivo e Alejandro Valverde como gregário de luxo. Neste ano se contrataram entre outros ao rodador australiano Rory Sutherland e ao escalador colombiano Winner Anacona e acaba a sua relação com a equipa Rubén Plaza.
A temporada começou com uma vitória de etapa de Juan José Lobato no Tour Down Under e dois na Volta a Andaluzia e a vitória final de Nairo Quintana na Tirreno-Adriático. Ademais, o colombiano conseguiu uma etapa, e Adriano Malori outra (este já tinha ganhado etapas em San Luis e Circuito de la Sarthe, todas elas de contrarrelógio).
Na Primavera, o grande dominador voltou a ser Alejandro Valverde. Ganhou três etapas da Volta à Catalunha e conquistou a Flecha Valona e a Liège-Bastogne-Liège. Ademais, José Herrada ganhou a Klasika Primavera e Igor Antón a Volta às Astúrias.
No Giro d'Italia, Beñat Intxausti adjudicou-se uma etapa, Andrey Amador conseguiu um histórico 4.º posto na geral e Giovanni Visconti fez-se com a maglia azzurra ao ser o melhor escalador. Pelas mesmas datas, Alex Dowsett ganhou a Volta a Baviera.
No campeonato nacionais, Jonathan Castroviejo impôs-se em contrarrelógio e Valverde em estrada. Ademais, Dowsett e Malori, ganharam os Campeonatos de CRI de Reino Unido e Itália, respectivamente.

#### 2016
Pese a que a equipa não consegue o seu objectivo principal com a vitória no Tour de France -Nairo Quintana termina 3º e Íon Izagirre salva a honra com um brilhante triunfo em Morzine-, a temporada é das melhores da sua história.
Quarta vitória consecutiva no UCI World Tour; recorde de triunfos (36 vitórias, igualando ao Banesto ’98, com 14 ciclistas diferentes); uma ‘grande’, a 14ª para a equipa de Unzué, com o proprio Nairo na Volta; e sucessos em carreiras de clássicas como a Flecha Valona (Valverde), Romandia, Catalunha (Quintana) ou o título europeu de contrarrelógio de Castroviejo, que soma ademais um brilhante bronze no Mundial CRI. Telefónica renova o seu compromisso em setembro até final de 2019.

#### 2017
Uma temporada de contrastes. No melhor ano da história na sua primeira metade e uma segunda parte para esquecer, desde que Alejandro Valverde sofresse uma grave queda na etapa inaugural do Tour, a 1 de julho em Düsseldorf.
Dantes, quatro meses de sonho com quase uma trintena de vitórias; o melhor Valverde da história (11 triunfos até abril, com a Flecha, Liège, País Basco ou Catalunha); ou dois triunfos de etapa, ganhadores de equipa e pódio final (2º) no Giro com Quintana (que ficou a apenas 31’’ da maglia rosa).
Ao final 31 vitórias, com o passo adiante dos jovens Soler, Carapaz ou Pedrero como ponto positivo na desafortunada segunda metade do ano.

## Corredor melhor classificado nas Grandes Voltas
| Ano  | Giro d'Italia           | Tour de France         | Volta a Espanha          |
| ---- | ----------------------- | ---------------------- | ------------------------ |
| 1980 | -                       | -                      | 21.º José Luis Laguía    |
| 1981 | -                       | -                      | 7.º José Luis Laguía     |
| 1982 | -                       | -                      | 5.º José Luis Laguía     |
| 1983 | -                       | 2.º Ángel Arroyo       | 12.º Julián Gorospe      |
| 1984 | -                       | 6.º Ángel Arroyo       | 4.º Pedro Delgado        |
| 1985 | -                       | 9.º Eduardo Chozas     | 11.º Julián Gorospe      |
| 1986 | -                       | 11.º Samuel Cabrera    | 25.º José Luis Laguía    |
| 1987 | -                       | 79.º Marc Gomez        | 11.º Ángel Arroyo        |
| 1988 | 7.º Pedro Delgado       | 1.º Pedro Delgado      | 12.º William Palacio     |
| 1989 | -                       | 3.º Pedro Delgado      | 1.º Pedro Delgado        |
| 1990 | -                       | 4.º Pedro Delgado      | 2.º Pedro Delgado        |
| 1991 | 15.º Pedro Delgado      | 1.º Miguel Indurain    | 2.º Miguel Indurain      |
| 1992 | 1.º Miguel Indurain     | 1.º Miguel Indurain    | 3.º Pedro Delgado        |
| 1993 | 1.º Miguel Indurain     | 1.º Miguel Indurain    | 6.º Pedro Delgado        |
| 1994 | 3.º Miguel Indurain     | 1.º Miguel Indurain    | 2.º Mikel Zarrabeitia    |
| 1995 | 26.º José María Jiménez | 1.º Miguel Indurain    | 7.º David García Markina |
| 1996 | -                       | 11.º Miguel Indurain   | 12.º José María Jiménez  |
| 1997 | -                       | 4.º Abraham Olano      | 21.º José María Jiménez  |
| 1998 | -                       | Ab.                    | 1.º Abraham Olano        |
| 1999 | 33.º José María Jiménez | 2.º Alex Zülle         | 5.º José María Jiménez   |
| 2000 | 10.º Leonardo Piepoli   | 9.º Paco Mancebo       | 24.º Eladio Jiménez      |
| 2001 | 3.º Unai Ousa           | 13.º Paco Mancebo      | 5.º Juan Miguel Mercado  |
| 2002 | -                       | 7.º Paco Mancebo       | 17.º Pablo Lastras       |
| 2003 | -                       | 10.º Paco Mancebo      | 5.º Paco Mancebo         |
| 2004 | -                       | 6.º Paco Mancebo       | 3.º Paco Mancebo         |
| 2005 | 7.º Vladímir Karpets    | 4.º Paco Mancebo       | 4.º Paco Mancebo         |
| 2006 | 24.º Iván Gutiérrez     | 1.º Óscar Pereiro      | 2.º Alejandro Valverde   |
| 2007 | 10.º David Arroyo       | 6.º Alejandro Valverde | 6.º Vladímir Yefimkin    |
| 2008 | 17.º Joaquim Rodríguez  | 9.º Alejandro Valverde | 5.º Alejandro Valverde   |
| 2009 | 8.º David Arroyo        | 26.º Luis León Sánchez | 1.º Alejandro Valverde   |
| 2010 | 2.º David Arroyo        | 10.º Luis León Sánchez | 9.º Luis León Sánchez    |
| 2011 | 13.º David Arroyo       | 36.º David Arroyo      | 14.º Marzio Bruseghin    |
| 2012 | 17.º Marzio Bruseghin   | 18.º Rui Costa         | 2.º Alejandro Valverde   |
| 2013 | 8.º Beñat Intxausti     | 2.º Nairo Quintana     | 3.º Alejandro Valverde   |
| 2014 | 1.º Nairo Quintana      | 4.º Alejandro Valverde | 3.º Alejandro Valverde   |
| 2015 | 4.º Andrey Amador       | 2.º Nairo Quintana     | 4.º Nairo Quintana       |
| 2016 | 3.º Alejandro Valverde  | 3.º Nairo Quintana     | 1.º Nairo Quintana       |
| 2017 | 2.º Nairo Quintana      | 12.º Nairo Quintana    | 18.º Dani Moreno         |
| 2018 | 4.º Richard Carapaz     | 7.º Mikel Landa        | 5.º Alejandro Valverde   |
| 2019 | 1.º Richard Carapaz     | 6.º Mikel Landa        | 2.º Alejandro Valverde   |

## Outras Equipas
Não conta com uma equipa na categoria amador, mas nos últimos anos se nutriu do desenvolvimento do Lizarte-Cromados Oreja navarro. Ademais, em 2011, ao entrar o patrocínio da Movistar, criou-se uma equipa filial sulamericano de categoria Continental chamado Movistar Team Continental, que só permaneceu duas temporadas desaparecendo no final de 2012. Desde 2018, conta com uma equipa feminina para disputar as provas mais importantes do calendário internacional: Movistar Team - Equipa UCI Women's Team feminino.

## Material ciclista
| Ano  | Bicicletas | Equipamento | Capacetes    | Óculos | Componentes | Rodas      | Selins       | Pneus       | Bidões | Ciclo computadores      | Potênciometros | Nutrição desportiva | Carros        |
| ---- | ---------- | ----------- | ------------ | ------ | ----------- | ---------- | ------------ | ----------- | ------ | ----------------------- | -------------- | ------------------- | ------------- |
| 1980 | Pinarello  |             |              |        |             |            |              |             |        |                         |                |                     |               |
| 1981 | Pinarello  |             |              |        |             |            |              |             |        |                         |                |                     |               |
| 1982 | Pinarello  |             |              |        |             |            |              |             |        |                         |                |                     |               |
| 1983 | Pinarello  | Etxeondo    |              |        |             |            |              |             |        |                         |                |                     |               |
| 1984 | Pinarello  | Etxeondo    |              |        |             |            |              |             |        |                         |                |                     |               |
| 1985 | Pinarello  | Etxeondo    |              |        |             |            |              |             |        |                         |                |                     |               |
| 1986 | Pinarello  |             |              |        |             |            |              |             |        |                         |                |                     | Alfa Romeo    |
| 1987 | Pinarello  | Etxeondo    |              |        |             |            |              |             |        |                         |                |                     | Peugeot       |
| 1988 | Pinarello  | Etxeondo    |              |        |             |            |              |             |        |                         |                |                     | Mercedes-Benz |
| 1989 | Pinarello  | Etxeondo    |              |        |             |            |              |             |        |                         |                |                     | Mercedes-Benz |
| 1990 | TVT        | Etxeondo    |              |        |             |            |              |             |        |                         |                |                     | Mercedes-Benz |
| 1991 | Razesa     | Etxeondo    | Cinelli      |        |             |            |              |             |        |                         |                |                     | Mercedes-Benz |
| 1992 | Pinarello  | Nalini      | Mavic        |        |             |            |              |             |        |                         |                |                     | Mercedes-Benz |
| 1993 | Pinarello  | Nalini      | Mavic        |        |             |            |              |             |        |                         |                |                     | Mercedes-Benz |
| 1994 | Pinarello  | Nalini      | Vetta        |        |             |            |              |             |        |                         |                |                     | Mercedes-Benz |
| 1995 | Pinarello  | Nalini      | Vetta        |        |             |            |              |             |        |                         |                |                     | Mercedes-Benz |
| 1996 | Pinarello  | Nalini      | Rudy Project |        |             |            |              |             |        |                         |                |                     | Mercedes-Benz |
| 1997 | Pinarello  | Nalini      | Rudy Project |        |             |            |              |             |        |                         |                |                     | Mercedes-Benz |
| 1998 | Pinarello  | Nalini      | Rudy Project |        |             |            |              |             |        |                         |                |                     | Mercedes-Benz |
| 1999 | Pinarello  | Nalini      | Catlike      |        |             |            |              |             |        |                         |                |                     | Mercedes-Benz |
| 2000 | Pinarello  | Nalini      | Catlike      |        |             |            |              |             |        |                         |                |                     | Mercedes-Benz |
| 2001 | Pinarello  | Nalini      | Bell         |        |             |            |              |             |        |                         |                |                     | Mercedes-Benz |
| 2002 | Pinarello  | Nalini      | Bell         |        |             |            |              |             |        |                         |                |                     | Mercedes-Benz |
| 2003 | Pinarello  | Nalini      | As           |        |             |            |              |             |        |                         |                |                     | Mercedes-Benz |
| 2004 | Opera      | Nalini      | As           |        |             |            |              |             |        |                         |                |                     | Mercedes-Benz |
| 2005 | Opera      | Nalini      | Spiuk        |        |             |            |              |             |        |                         |                |                     | Mercedes-Benz |
| 2006 | Pinarello  | Nalini      | Spiuk        |        |             |            |              |             |        |                         |                |                     | Volvo         |
| 2007 | Pinarello  | Nalini      | Giro         |        |             |            |              |             |        |                         |                |                     | Volvo         |
| 2008 | Pinarello  | Nalini      | Giro         | -      | Campagnolo  | Campagnolo | Selle Italia | Continental | Elite  | Predefinição:FIMb Polar | -              | -                   | Volvo         |
| 2009 | Pinarello  | Nalini      | Giro         | -      | Campagnolo  | Campagnolo | Selle Italia | Continental | Elite  | Polar                   | -              | -                   | Volvo         |
| 2010 | Pinarello  | Nalini      | Giro         | -      | Campagnolo  | Campagnolo | Selle Italia | Continental | Elite  | Polar                   | -              | -                   | Volvo         |
| 2011 | Pinarello  | Nalini      | Catlike      | -      | Campagnolo  | Campagnolo | Selle Italia | Continental | Elite  | Polar                   | -              | PowerBar            | Volvo         |
| 2012 | Pinarello  | Nalini      | Catlike      | Adidas | Campagnolo  | Campagnolo | Selle Italia | Continental | Elite  | -                       | SRM            | PowerBar            | Volvo         |
| 2013 | Pinarello  | Nalini      | Catlike      | Adidas | Campagnolo  | Campagnolo | Selle Italia | Vittoria    | Elite  | -                       | SRM            | PowerBar            | Volvo         |
| 2014 | Canyon     | Endura      | Catlike      | Adidas | Campagnolo  | Campagnolo | Fi'zi:k      | Continental | Elite  | Ou-Synce                | Power2Max      | Multipower          | Volvo         |
| 2015 | Canyon     | Endura      | Catlike      | Adidas | Campagnolo  | Campagnolo | Fi'zi:k      | Continental | Elite  | Garmin                  | Power2Max      | Multipower          | Volvo         |
| 2016 | Canyon     | Endura      | Catlike      | Adidas | Campagnolo  | Campagnolo | Fi'zi:k      | Continental | Elite  | Garmin                  | Power2Max      | Multipower          | Volvo         |
| 2017 | Canyon     | Endura      | Abus         | Adidas | Campagnolo  | Campagnolo | Fi'zi:k      | Continental | Elite  | Garmin                  | Power2Max      | Multipower          | Volvo         |
| 2018 | Canyon     | Endura      | Abus         | Oakley | Campagnolo  | Campagnolo | Fi'zi:k      | Continental | Elite  | Garmin                  | Power2Max      | Victory Endurance   | Volvo         |
| 2019 | Canyon     | Endura      | Abus         | Oakley | Campagnolo  | Campagnolo | Fi'zi:k      | Continental | Elite  | Garmin                  | Power2Max      | Victory Endurance   | Volvo         |
| 2020 | Canyon     | Alé         | Abus         | 100%   | Sram        | Zipp       | Fi'zi:k      | Continental | Elite  | Garmin                  | Quarq          | 226ers              | Volvo         |

## Equipamento
| 2011-2015 | 2016 | 2017 | 2018 |

## Sede
A equipa tem sua sede no parque industrial de Egüés (Navarra, Espanha).

## Classificações UCI
A União Ciclista Internacional elaborava o Ranking UCI de classificação dos ciclistas e equipas profissionais.
Do ano 1995 a 1998, a classificação da equipa e de sua ciclista mais destacado foi a seguinte:
| Ano  | Classificação por equipas | Melhor corredor em a classificação individual | Posição |
| 1995 | 5º                        | Miguel Indurain                               | 3º      |
| 1996 | 7º                        | Miguel Indurain                               | 14º     |
| 1997 | 9º                        | Abraham Olano                                 | 10º     |
| 1998 | 6º                        | Abraham Olano                                 | 3º      |

A partir de 1999 e até 2004 a UCI estabeleceu uma classificação por equipas divididas em três categorias (primeira, segunda e terceira). A classificação da equipa e da sua ciclista mais destacado foi a seguinte:
| Ano  | Categoria | Classificação por equipas | Melhor corredor em a classificação individual | Posição |
| 1999 | Primeira  | 8º                        | José María Jiménez                            | 83º     |
| 2000 | Primeira  | 9º                        | Leonardo Piepoli                              | 30º     |
| 2001 | Primeira  | 6º                        | Juan Carlos Domínguez                         | 23º     |
| 2002 | Primeira  | 8º                        | Francisco Mancebo                             | 34º     |
| 2003 | Primeira  | 5º                        | Francisco Mancebo                             | 19º     |
| 2004 | Primeira  | 11º                       | Francisco Mancebo                             | 14º     |

A partir de 2005 a UCI instaurou o circuito profissional de máxima categoria, o UCI Pro Tour, onde a equipa está desde que se criou dita categoria. As classificações da equipa e do seu ciclista mais destacado são as seguintes:
| Ano  | Classificação por equipas | Melhor corredor em a classificação individual | Posição |
| 2005 | 10º                       | Francisco Mancebo                             | 15º     |
| 2006 | 2º                        | Alejandro Valverde                            | 1º      |
| 2007 | 3º                        | Alejandro Valverde                            | 4º      |
| 2008 | 1º                        | Alejandro Valverde                            | 1º      |

Depois de discrepâncias entre a UCI e os organizadores das Grandes Voltas, em 2009 teve-se que refundar o UCI Pro Tour numa nova estrutura chamada UCI World Ranking, formada por carreiras do UCI World Calendar; e a partir do ano de 2011 unindo na denominação comum do UCI World Tour. A equipa seguiu sendo de categoria UCI Pro Tour e as classificações são as seguintes:
| Ano  | Classificação por equipas | Melhor corredor em a classificação individual | Posição |
| 2009 | 2º                        | Alejandro Valverde                            | 2º      |
| 2010 | 9º                        | Luis León Sánchez                             | 3º      |
| 2011 | 13º                       | Beñat Intxausti                               | 37º     |
| 2012 | 5º                        | Alejandro Valverde                            | 5º      |
| 2013 | 1º                        | Alejandro Valverde                            | 3º      |
| 2014 | 1º                        | Alejandro Valverde                            | 1º      |
| 2015 | 1º                        | Alejandro Valverde                            | 1º      |
| 2016 | 1º                        | Nairo Quintana                                | 2º      |
| 2017 | 4º                        | Alejandro Valverde                            | 7º      |
| 2018 | 8º                        | Alejandro Valverde                            | 3º      |

| Ano  | Ranking |
| ---- | ------- |
| 1990 | 6.º     |
| 1991 | 2.º     |
| 1992 | 1.º     |
| 1993 | 4.º     |
| 1994 | 4.º     |
| 1995 | 5.º     |
| 1996 | 17.º    |
| 1997 | 9.º     |
| 1998 | 6.º     |
| 1999 | 8.º     |
| 2000 | 9.º     |
| 2001 | 6.º     |
| 2002 | 8.º     |
| 2003 | 5.º     |
| 2004 | 11.º    |
| 2005 | 10.º    |
| 2006 | 2.º     |
| 2007 | 3.º     |
| 2008 | 1.º     |
| 2009 | 2.º     |
| 2010 | 9.º     |
| 2011 | 13.º    |
| 2012 | 5.º     |
| 2013 | 1.º     |
| 2014 | 1.º     |
| 2015 | 1.º     |
| 2016 | 1.º     |
| 2017 | 4.º     |
| 2018 | 8.º     |

## Vitórias ano a ano
| Ano  | Vitórias | +/- |
| ---- | -------- | --- |
| 1980 | 3        | -   |
| 1981 | 5        | 2   |
| 1982 | 30       | 25  |
| 1983 | 30       | =   |
| 1984 | 30       | =   |
| 1985 | 19       | 11  |
| 1986 | 15       | 4   |
| 1987 | 20       | 5   |
| 1988 | 12       | 8   |
| 1989 | 11       | 1   |
| 1990 | 20       | 9   |
| 1991 | 18       | 2   |
| 1992 | 25       | 7   |
| 1993 | 31       | 6   |
| 1994 | 26       | 5   |
| 1995 | 26       | =   |
| 1996 | 18       | 8   |
| 1997 | 35       | 17  |
| 1998 | 36       | 1   |
| 1999 | 18       | 18  |
| 2000 | 27       | 9   |
| 2001 | 23       | 4   |
| 2002 | 26       | 3   |
| 2003 | 17       | 9   |
| 2004 | 17       | =   |
| 2005 | 15       | 2   |
| 2006 | 25       | 10  |
| 2007 | 30       | 5   |
| 2008 | 27       | 3   |
| 2009 | 24       | 3   |
| 2010 | 12       | 12  |
| 2011 | 21       | 9   |
| 2012 | 29       | 8   |
| 2013 | 32       | 3   |
| 2014 | 34       | 2   |
| 2015 | 32       | 2   |
| 2016 | 36       | 4   |
| 2017 | 31       | 5   |
| 2018 | 26       | 5   |

## Palmarés
Para anos anteriores, veja-se Palmarés da Movistar Team

### Palmarés de 2020

#### UCI World Tour
| Datas | Carreiras | Ganhador |

#### UCI ProSeries
| Datas | Carreiras | Ganhador |

#### Circuitos Continentais UCI
| Datas | Circuito | Carreiras | Ganhador |

#### Campeonatos nacionais
| Datas | Carreiras | Ganhador |

## Plantel
Para anos anteriores, veja-se Elencos da Movistar Team

### Elenco de 2020
| Nome                | Nascimento | Nacionalidade  | Equipa 2019                          |
| Juan Diego Alba     | 11/09/1997 | Colômbia       | Coldeportes Zenú                     |
| Jorge Arcas         | 08/07/1992 | Espanha        | Movistar Team                        |
| Carlos Betancur     | 13/10/1989 | Colômbia       | Movistar Team                        |
| Héctor Carretero    | 28/05/1995 | Espanha        | Movistar Team                        |
| Dario Cataldo       | 17/03/1985 | Itália         | Astana Pro Team                      |
| Gabriel Cullaigh    | 08/04/1996 | Reino Unido    | Team Wiggins Le Col                  |
| Íñigo Elosegui      | 06/03/1998 | Espanha        | Neo (Lizarte)                        |
| Imanol Erviti       | 15/11/1983 | Espanha        | Movistar Team                        |
| Juri Hollmann       | 30/08/1999 | Alemanha       | Team Katusha-Alpecin (stagiaire)     |
| Johan Jacobs        | 01/03/1997 | Suíça          | Neo (Lotto Soudal U23)               |
| Matteo Jorgenson    | 01/07/1999 | Estados Unidos | AG2R La Mondiale (stagiaire)         |
| Enric Mas           | 07/01/1995 | Espanha        | Deceuninck-Quick Step                |
| Lluís Mas           | 15/10/1989 | Espanha        | Movistar Team                        |
| Sebastián Mora      | 19/02/1988 | Espanha        | Caja Rural-Seguros RGA               |
| Mathias Norsgaard   | 05/05/1997 | Dinamarca      | Riwal Readynez Cycling Team          |
| Nélson Oliveira     | 06/03/1989 | Portugal       | Movistar Team                        |
| Antonio Pedrero     | 23/10/1991 | Espanha        | Movistar Team                        |
| Eduard Prades       | 09/08/1987 | Espanha        | Movistar Team                        |
| Jürgen Roelandts    | 02/07/1985 | Bélgica        | Movistar Team                        |
| José Joaquín Rojas  | 08/06/1985 | Espanha        | Movistar Team                        |
| Einer Rubio         | 22/02/1998 | Colômbia       | Neo (Vejus Aram)                     |
| Sergio Samitier     | 31/08/1995 | Espanha        | Euskadi Basque Country-Murias        |
| Eduardo Sepúlveda   | 13/06/1991 | Argentina      | Movistar Team                        |
| Marc Soler          | 22/11/1993 | Espanha        | Movistar Team                        |
| Albert Torres       | 26/04/1990 | Espanha        | Inteja Dominican Cycling Team (2018) |
| Alejandro Valverde  | 25/04/1980 | Espanha        | Movistar Team                        |
| Carlos Verona       | 04/11/1992 | Espanha        | Movistar Team                        |
| Giovanni Bertolucci | 27/06/1991 | Itália         | Astana Pro Team                      |